# Phragmotrichum chailletii
Espèce
Synonymes
- Gymnosporangium chailletii (Kunze) Spreng., 1827[1]

Phragmotrichum chailletii est une espèce de champignons (Fungi) ascomycètes de la classe des Dothideomycetes et du genre Phragmotrichum dont c'est l'espèce type. Ce minuscule champignon brun foncé est un saprotrophe strictement inféodé aux cônes des arbres du genre Picea (Épicéas et Épinettes) et plus particulièrement de ceux de l'Épicéa commun. L'espèce, décrite depuis la Suisse, est présente sur l'ensemble de l'hémisphère Nord où elle est courante et visible toute l'année. Il s'agit de la forme asexuée'. L'espèce est considérée comme incertae sedis par l'INPN.

## Description
Pour des articles plus généraux, voir Dothideomycetes et Conidie.
Phragmotrichum chailletii produit des stromas, nommés conidiomes (en), brun foncé, mesurant de 0,35 à 0,6 mm de diamètre, noyés ou émergeant de la masse du cône et solitaires ou grégaires. Ses conidiophores sont transparents, ramifiés à la base, cloisonnés, lisses, cylindriques, formés de la couche interne du conidiome et mesurent de 15 à 30 µm de long pour 3 à 4 µm de large. Ses chaînes de conidies sont transparentes, lisses cylindriques et non ramifiées et mesurent de 10 à 12 µm de long pour 3 à 4 µm de large. Ses conidies sont brunes et comprennent 4 à 5 cloisons transversales et 2 à 3 cloisons longitudinales. Elles sont tronquées aux deux extrémités, droites à courbes, en forme de fuseau ou d'ellipse, à parois lisses et mesurent en moyenne de 35 à 45 µm de long pour 20 à 23 µm de large.

Phragmotrichum chailletii
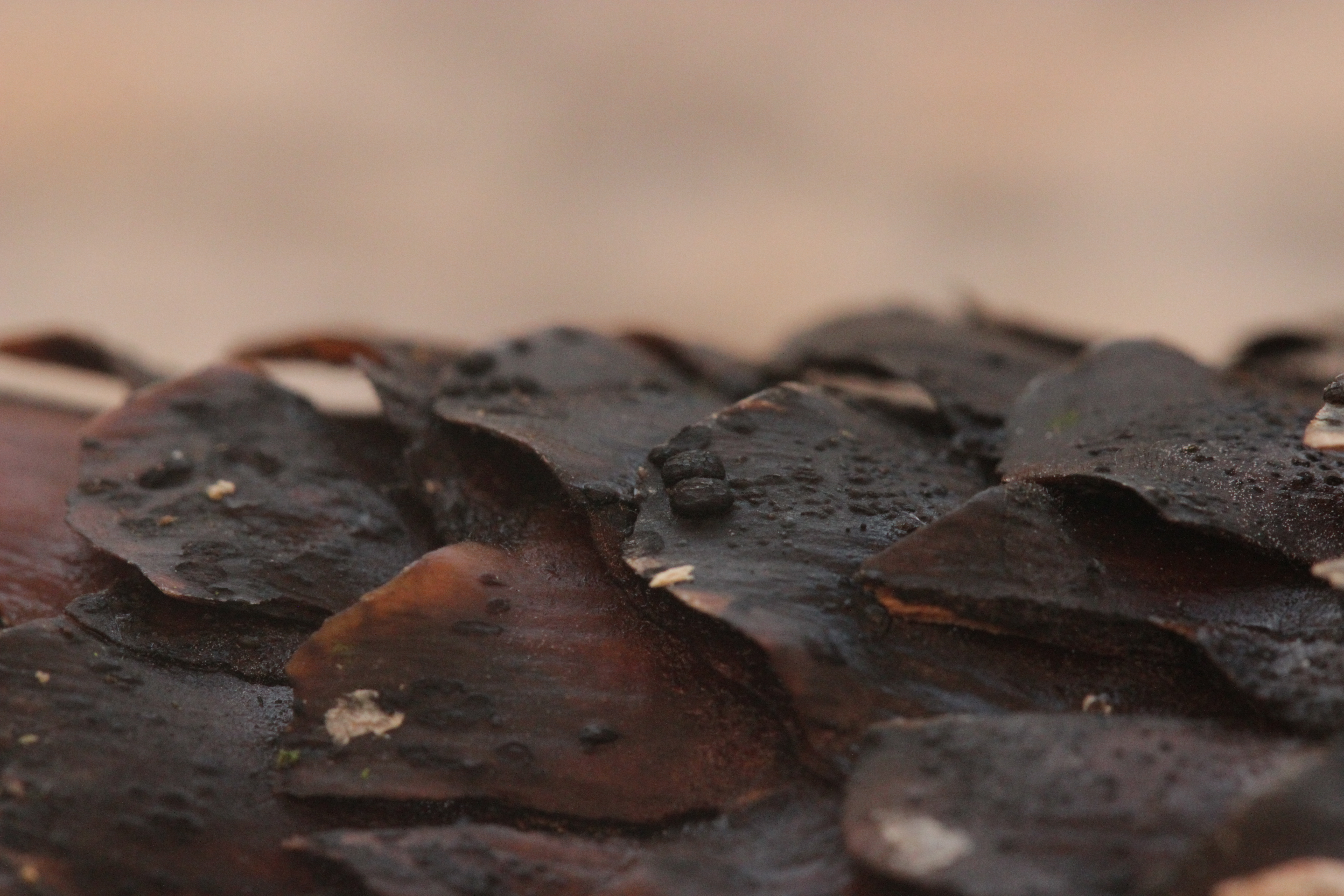
Conidiomes (en).
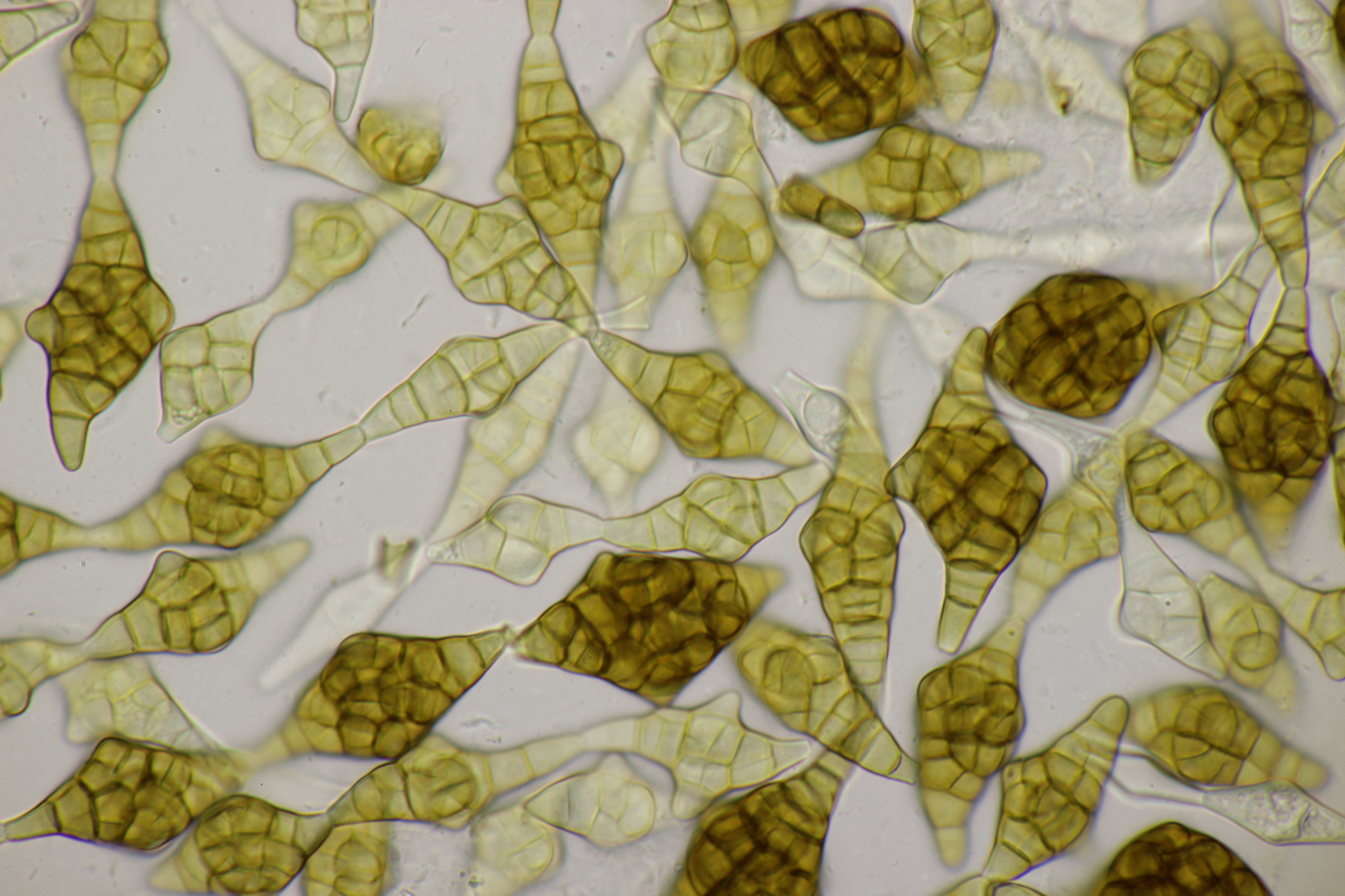
Chaînes de conidies.
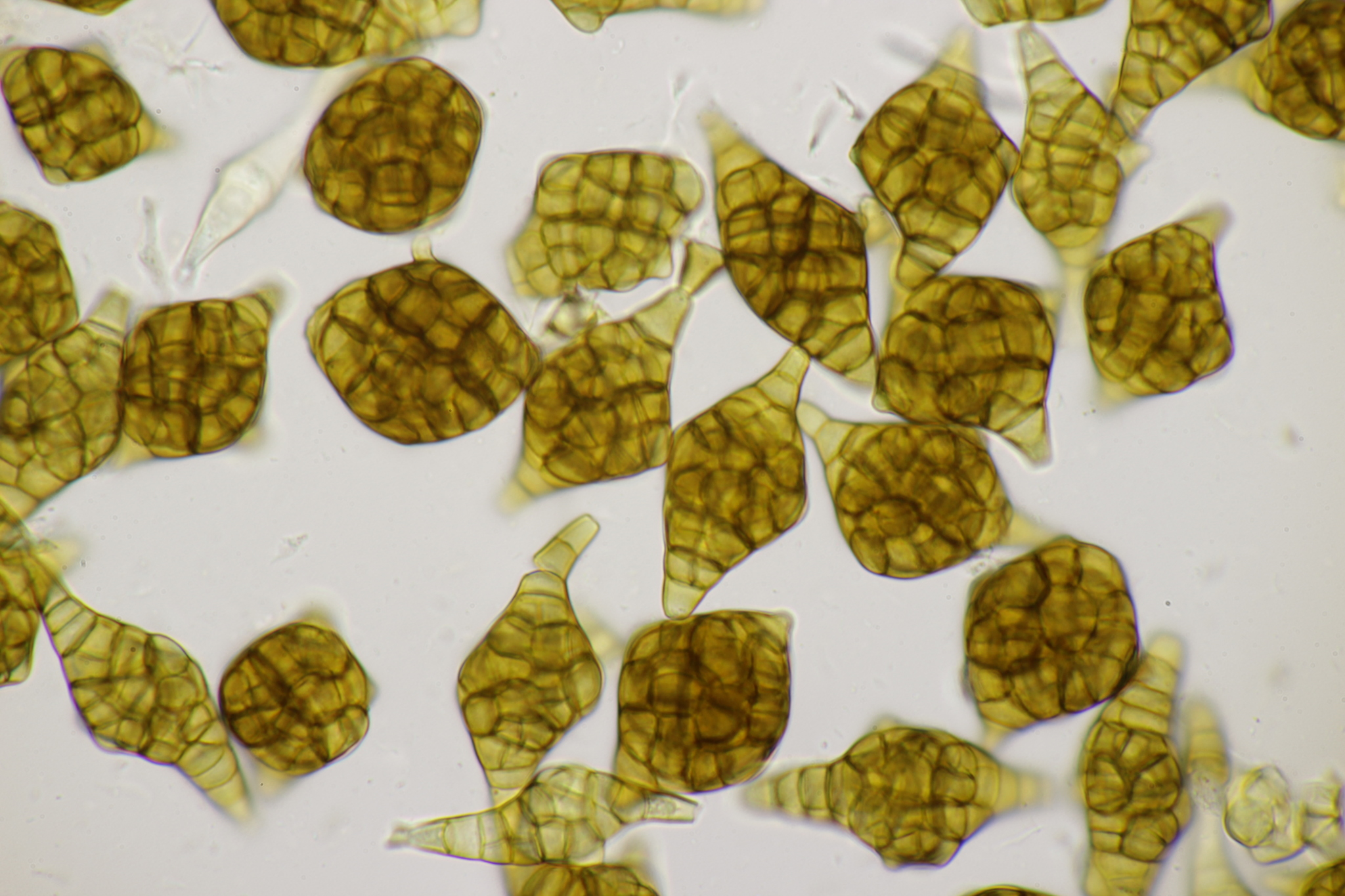
Conidies.